# Ljubo
Ljubo je moško osebno ime.

## Izvor imena
Ime je lahko nastalo iz pridevnika ljub ali pa je skrajšana oblika iz slovanskih zloženih imen , ki imajo sestavino -Ljub, npr. Ljubodrag, Slavoljub itd.

## Različice imena
Ljubko, Ljuban, Ljubomir, Ljubčo, Ljubodrag, Ljube, Ljuben, Ljubenko, Ljubidrag, Ljubimir, Ljubinko, Ljubislav, Ljubisav, Ljubiša, Ljubivoj, Ljubko, Ljubodrag, Ljubomil, Ljubomir, Ljuboslav

## Pogostost imena
Po podatkih Statističnega urada Republike Slovenije je bilo na dan 31. decembra 2007 v Sloveniji število moških oseb z imenom Ljubo: 559.

## Osebni praznik
V koledarju se ime Ljubo in njegove rzličice uvrščajo k imenom Amadej, Amand in Agatip; god praznuje 18. januara, 6. februarja ali pa 5. avgusta.

## Zanimivost
Imena iz pridevnika ljub in glagola ljubiti spadajo med najstarejša slovenska imena, ki so zapisana v starih listinah. Otto Kronsteiner navaja najpopolnejši spisek teh imen (Glej pri imenu Ljuba).

## Priimki nastali iz imena
V zvezi s pridevnikom ljub in glagolom ljubiti so nastali priimki Ljubac, Ljubanovič, Ljube, Ljubec, Ljubej, Ljubešek, Ljubič, Ljubičič, Ljubišek, Ljubša, Ljubisav